# 山中翔太
山中 翔太（やまなか しょうた、1992年5月6日 - ）は、日本の俳優。鹿児島県出身。キャストコーポレーション所属。

## 人物
- 山中健太は双子の兄。
- 好きな色は水色とカーキ。
- 高校時代はコピーバンドでボーカルを務めていた。[1]
- あんさんぶるスターズ! オン・ステージで共演した櫻井圭登、谷水力と仲が良く、兄の山中健太と4人で「あざと部」を結成している。[2]

## 出演

### 舞台
※太字は主演
2012年
- レディー・ゴー（10月4日 - 8日、池袋GEKIBA）

2016年
- 『あんさんぶるスターズ! オン・ステージ』（6月18日 - 26日、AiiA 2.5 Theater Tokyo） - 葵ゆうた 役[3]
- のぶニャがの野望 番外公演「ねこ軍議〜飼い猫はどいつニャ？〜」（8月5日 - 14日、R'sアートコート / 8月20日 - 21日、米原市ルッチプラザ） - おおたニィ吉継 役[4]

2017年
- 『あんさんぶるスターズ!オン・ステージ』〜Take your marks!〜（1月5日 - 15日、AiiA 2.5 Theater Tokyo / 1月25日 - 29日、梅田芸術劇場 シアター・ドラマシティ） - 葵ゆうた 役[5]

- ミュージカル『スタミュ』（4月1日 - 9日、Zeppブルーシアター六本木 / 4月15日 - 16日、森ノ宮ピロティホール） - 那雪透 役[6]
- バグバスターズ（5月25日 - 6月4日、俳優座劇場） - 石原諭吉 役
- 夢王国と眠れる100人の王子様 〜Prince Theater〜（7月21日 - 25日、AiiA 2.5 Theater Tokyo） - シュニー 役[7]
- バグバスターズ2（11月23日 - 26日、俳優座劇場） - ミスター I 役
- バグバスターズ3（11月29日 - 12月3日、俳優座劇場） - ミスター I 役

2018年
- 『あんさんぶるスターズ!オン・ステージ』〜To the shining future〜（1月19日 - 21日、梅田芸術劇場 シアター・ドラマシティ / 1月25日 - 2月5日、シアター1010） - 葵ゆうた 役[8]

- 犬と串 case.17「ピクチャー・オブ・レジスタンス」（2月21日 - 25日、恵比寿エコー劇場） - ヤマヒコ 役[9]
- 2.5次元ダンスライブ「S.Q.S Episode 1『はじまりのとき -Thanks for the chance to see you-』」（5月17日 - 27日、よみうり大手町ホール） - 久我壱流 役[10]
- ミュージカル『スタミュ』Second Season（7月4日 - 11日、日本青年館ホール / 7月20日 - 22日、森ノ宮ピロティホール） - 那雪透 役[11]
- 2.5次元ダンスライブ「S.Q.S Episode 2『星芒の彼方－月野百鬼夜行綺譚－』」（11月1日 - 11日、ヒューリックホール東京） - 久我壱流 役[12]

2019年
- ミュージカル『スタミュ』スピンオフ『SHUFFLE REVUE』（1月23日 - 27日、EXシアター六本木 / 1月30日、京都劇場 / 2月2日 - 3日、森ノ宮ピロティホール） - 那雪透 役[13]
- 2.5次元ダンスライブ『ツキウタ。』ステージ 第8幕『TSUKINO EMPIRE-Unleash your mind』（3月27日 - 3月31日、舞浜アンフィシアター） - 久我壱流 役
- 2.5次元ダンスライブ「S.Q.S Episode 3『ROMEO -in the darkness-』」（4月25日 - 5月6日、ヒューリックホール東京） - 久我壱流 役
- ［Otona Project 第二十四弾］演劇ユニット【爆走おとな小学生】第十回全校集会『初等教育ロイヤル-再再演-』（5月29日 - 6月2日、全労済ホール／スペース・ゼロ / 6月20日 - 23日、ABCホール） - あきよし 役
- ミュージカル『スタミュ』-3rdシーズン-（8月12日 - 25日、日本青年館ホール / 8月29日 - 9月1日、森ノ宮ピロティホール） - 那雪透 役
- 2.5次元ダンスライブ「S.Q.S Episode 4『TSUKINO EMPIRE2 -Beginning of the World-』」（9月26日 - 9月29日、舞浜アンフィシアター） - 久我壱流 役

- ［Otona Project 第二十七弾］演劇ユニット【爆走おとな小学生】第十二回全校集会『勇者セイヤンの物語（仮） - 再再演-』（10月24日 - 28日、シアター1010） - スカンク 役

- 100点un・チョイス！5周年記念公演第3弾 第10回本公演「team」（11月27日 - 12月8日、シアターサンモール）[14]

2020年
- 2.5次元ダンスライブ「S.Q.S Episode 5『篁志季消失事件』」（2月20日 - 3月1日、ヒューリックホール東京） - 久我壱流 役

- 舞台『Collar×Malice -榎本峰雄編＆笹塚尊編-』（5月2日 - 3日、こくみん共済coopホール スペース・ゼロ / 5月7日 - 10日、品川プリンスホテル ステラボール / 5月16日 - 17日、梅田芸術劇場 シアター・ドラマシティ） - 瀬良あきと 役 ※新型コロナウィルス感染症の流行の影響で延期
- 2.5次元ダンスライブ「S.Q.S Episode 6『キソセカイステージzwei「アカイホノオ」』」 （7月2日 - 7月12日、シアターGロッソ） - 久我壱流 役 ※全公演中止
- ぼくらの七日間戦争（9月11日 - 20日、かめありリリオホール） - 佐竹俊郎 役
- 苦闘のラブリーロバー（12月9日 - 13日、赤坂RED/THEATER） - シンタ 役

2021年
- 2.5次元ダンスライブ「S.Q.S Episode 6『キソセカイステージzwei「アカイホノオ」』」 （3月25日 - 31日、シアターGロッソ） - 久我壱流 役
- 剣が君-残桜の舞- 再演（6月2日 - 6日、こくみん共済coopホール スペース・ゼロ） - ハチモク 役
- 舞台『Collar×Malice -榎本峰雄編＆笹塚尊編-』（9月9日 - 9月14日、こくみん共済COOPスペース・ゼロ） - 瀬良あきと 役
- 2.5次元ダンスライブ「S.Q.S Episode 7『斬心 -千五百秋の朝に。-』」（12月2日 - 12日、ヒューリックホール東京） - 久我壱流 役
- [Otona Project 第三十七弾]演劇ユニット【爆走おとな小学生】第十三回課外授業『ハローハローポピーポピー』（12月21日（火）〜26日、BOX in BOX THEATER） - ポピー 役（Ｗキャスト）

2022年
- 2.5次元ダンスライブ｢ツキウタ。」ステージ第12幕「裏斬心 -Children are sometimes ruthless and cruel.-」（3月27日 - 4月3日[注 1]、日本青年館ホール） - 久我壱流 役
- 饗宴「眠れない羊」（7月8日 - 18日、DisGOONieS）

- 2.5次元ダンスライブ「TSUKIPRO STAGE Episode2『月野奇譚 太極伝奇 -金蘭之契-』」（9月3日 - 11日、シアターGロッソ） - 久我壱流 役 ※全公演中止
- ［Otona Project 第四十三弾］演劇ユニット【爆走おとな小学生】朗読劇『銀河鉄道のなかで』（10月14日 - 16日、アトリエファンファーレ高円寺） - 宮沢賢治 役（W主演・Wキャスト）
- 2.5次元ダンスライブ「S.Q.S Episode 8『SCHOOL REVOLUTION あの頃の僕らは』」（12月2日 - 12日、サンシャイン劇場） - 久我壱流 役[15]
- 舞台『Collar×Malice -白石景之編-』（12月22日 - 28日、こくみん共済 coop ホール / スペース・ゼロ） - 瀬良あきと 役

2023年
- 舞台『遠く吠えて花火をあげる』（2月1日 - 12日、王子小劇場） - モモノスケ 役
- UGM Kreis PRODUCE STAGE SECOND STEP『こぼれるかけら』（4月12日 - 16日、Hall Mixa） - 日南田郁人 役

- 舞台『Collar×Malice -柳愛時編-』（5月14日 - 21日、こくみん共済 coop ホール / スペース・ゼロ） - 瀬良あきと 役
- SUPERNOVA stage003「アギト-ultionem finalem-」（7月26日 - 30日、シアター・アルファ東京） - オリバー 役[16]

2024年
- イマーシヴSTAGE『あやかし恋廻り 暁の章〜煌牙編〜』（5月13日 - 19日、新宿村LIVE） - 結楽 役[17]
- オフィス35勝野劇団vol.8『ホテル モントブランク2024』（10月9日 - 13日、俳優座劇場）[18]

2025年
- 期間限定劇団∞ 舞台『ディストレス』（2月19日 - 24日、テアトルBONBON） - 俳優 役

### ドラマ
- 地面師たち 第2話（2024年、Netflix）

### テレビ
- テレ玉他「方言彼氏。」（2013年、第10回）

### アプリ
- 戦国小町苦労譚 語絵巻 - カタリエマキ - - 勝蔵 / 森長可 役[19]

### イベント
- ツキプロ文化祭2018 SUMMER（2018年7月28日 - 29日、パシフィコ横浜国立大ホール） - 久我壱流 役

- あんステフェスティバル（2018年9月22日 - 24日・26日 - 27日、横浜文化体育館 / 神戸ワールド記念ホール） - 葵ゆうた 役[20]
- 『ツキステ。』＆『スケステ』合同ダンスライブ『LUNATIC LIVE 2018』（2018年12月26日 - 27日、大宮ソニックシティ大ホール） - 久我壱流 役
- 2.5次元ダンスライブ「S.Q.S BLAZING & FREEZING」（2019年3月3日、舞浜アンフィシアター） - 久我壱流 役
- STAGE FES 2019-2020（2019年12月31日、大宮ソニックシティ） - 那雪透 役
- 「LUNATIC LIVE 2021」（9月4日 - 5日、東京ガーデンシアター） - 久我壱流 役 ※全公演中止
- ツキプロチャンネル48時間生配信2022（2022年11月5日・6日、YouTube・ニコニコ生放送）[21]
- 山中健太・山中翔太 1st Meeting&Birthday『健翔宴〜TWINS☆PARTY〜』（2025年5月17日、STUDIO Y’s）

## CD

### 「S.Q.S」シリーズ関連
| 発売日   | 商品名 | 歌 | 楽曲                                              | 備考 |
| 2019年   | 2019年 | 2019年 | 2019年                                            | 2019年 |
| -------- | --- | --- | ------------------------------------------------- | --- |
| 10月25日 | 2.5次元ダンスライブ「S.Q.S Episode4『TSUKINO EMPIRE2 -Beginning of the World-』」メインテーマ『Beginning of the World』           | 篁志季役：日向野祥、奥井翼役：瀬戸啓太、世良里津花役：阿部快征、村瀬大役：小林涼 和泉柊羽役：田中稔彦、堀宮英知役：中尾拳也、久我壱星役：山中健太、久我壱流役：山中翔太 | 『Beginning of the World』                        | 先行発売日：2019年9月26日 - 29日 先行販売場所: 2.5次元ダンスライブ「S.Q.S Episode4『TSUKINO EMPIRE2 -Beginning of the World-』」 会場：舞浜アンフィシアター     |
| 2020年   | | |                                                   | |
| 2月20日  | 2.5次元ダンスライブ「S.Q.S Episode5『篁志季消失事件』」メインテーマ『希望の鐘』                                                   | 篁志季役：日向野祥、奥井翼役：瀬戸啓太、世良里津花役：阿部快征、村瀬大役：小林涼 和泉柊羽役：田中稔彦、堀宮英知役：中尾拳也、久我壱星役：山中健太、久我壱流役：山中翔太 | 『希望の鐘』                                      | 先行発売日：2020年2月20日 - 3月1日 先行販売場所: 2.5次元ダンスライブ「S.Q.S Episode5『篁志季消失事件』」 会場：ヒューリックホール東京                           |
| 2021年   | | |                                                   | |
| 3月25日  | 2.5次元ダンスライブ「S.Q.S Episode6 『キソセカイステージ：zwei「アカイホノオ」』」メインテーマ『アカイホノオ 〜Go On And On〜』   | 篁志季役：日向野祥、奥井翼役：瀬戸啓太、世良里津花役：阿部快征、村瀬大役：小林涼 和泉柊羽役：田中稔彦、堀宮英知役：中尾拳也、久我壱星役：山中健太、久我壱流役：山中翔太 | 『アカイホノオ 〜Go On And On〜』                 | 先行発売日：2021年3月25日 - 31日 先行販売場所: 2.5次元ダンスライブ「S.Q.S Episode6 『キソセカイステージ：zwei「アカイホノオ」』 」 会場：ヒューリックホール東京 |
| 12月2日  | 2.5次元ダンスライブ「S.Q.S Episode7『斬心 - 千五百秋の朝に。-』」 メインテーマ『斬心-無形ノ八重-』                                | 篁志季役：日向野祥、奥井翼役：瀬戸啓太、世良里津花役：阿部快征、村瀬大役：小林涼 和泉柊羽役：田中稔彦、堀宮英知役：中尾拳也、久我壱星役：山中健太、久我壱流役：山中翔太 | 『斬心-無形ノ八重-』                              | 先行発売日：2021年12月2日 - 12日 先行販売場所：2.5次元ダンスライブ「S.Q.S Episode7 『斬心 - 千五百秋の朝に。-』」 会場：ヒューリックホール東京                  |
| 2023年   | | |                                                   | |
| 1月27日  | 2.5次元ダンスライブ「S.Q.S Episode 8『SCHOOL REVOLUTION あの頃の僕らは』」主題歌『SCHOOL REVOLUTION! −時計仕掛けのモラトリアム−』 | 篁志季役：塚本凌生、奥井翼役：瀬戸啓太、世良里津花役：阿部快征、村瀬大役：小林涼 和泉柊羽役：田中稔彦、堀宮英知役：中尾拳也、久我壱星役：山中健太、久我壱流役：山中翔太 | 『SCHOOL REVOLUTION! −時計仕掛けのモラトリアム−』 | 先行発売日：2022年12月2日 - 11日 先行販売場所：2.5次元ダンスライブ「S.Q.S Episode 8『SCHOOL REVOLUTION あの頃の僕らは』」 会場：ヒューリックホール東京          |